# Khopiórskaia
Khopiórskaia - Хопёрская (rus) - és una stanitsa del krai de Krasnodar, a Rússia. Es troba a la vora del Sturnova, afluent per la dreta del Txelbas. És a 32 km al sud-est de Tikhoretsk i a 128 km al nord-est de Krasnodar.
Pertanyen a aquesta stanitsa els khútors de Karassiov, Krasni, Kultura, Léninski, Nekhvorosxanski, Privolni, Fedorenko, Txelbas i Txkalova.